# Mircea Rădulescu
Mircea Rădulescu (n. 31 august 1941, București) este un fost jucător și antrenor de fotbal român, actualmente profesor de fotbal la IEFS.

## Biografie
Mircea Rădulescu s-a născut la data de 31 august 1941 în municipiul București. A absolvit Liceul Aurel Vlaicu și Institutul de Cultură Fizică și Sport. Este căsătorit cu Elena Rădulescu și are un fiu, Valentin. Ca jucător de fotbal, a evoluat într-un număr de 300 de meciuri oficiale (junior la Rapid, senior la Sportul Studențesc).
A fost antrenor principal al echipelor Sportul Studențesc (1977-1980, 1987-1988 și 1995), Universitatea Craiova (1983-1986 și 1997) și Rapid București (1992-1993 și 1995-1996), având 279 de meciuri ca antrenor în prima divizie de fotbal a României.
De asemenea, a antrenat echipa națională de juniori a României (1980), echipa națională de tineret olimpică a României (1989-1990), fiind și antrenor secund (1981-1984) și apoi principal (1990-1992) al Echipei naționale de fotbal a României. De asemenea, a mai antrenat în străinătate: echipa națională a Egiptului (1993-1994); CA Tunis (Tunisia) (1994-1995); echipa națională a Siriei (1997-1998) și echipa națională a Algeriei (2000-2001).
A obținut titlul științific de Doctor în Educație Fizică și Sport. Este coordonator al publicațiilor „Ghidul Antrenorului de Copii și Juniori" și „Antrenorul". Este antrenor emerit, posesor al licenței PRO UEFA; șef de lucrări la Universitatea Ecologică din București. A participat la numeroase întruniri FIFA, UEFA și UEFT: Coverciano (Italia), Zagreb, Barcelona, Paris, Kusadasi (Turcia), Bruxelles, Estoril, Amsterdam, Basel, Dublin, Hanovra etc.
În martie 2008 a fost decorat de președintele României, Traian Băsescu pentru toată activitatea și pentru formarea tinerelor generații de campioni cu „Meritul sportiv Clasa a III-a”.
În prezent, este președinte al Comisiei Tehnice a FRF și director al Școlii Federale de Antrenori de fotbal (din 2001).

## Lucrări publicate
- Bazele generale ale jocului și instruirii în fotbal
- Cunoașterea problemelor de pregătire a copiilor și juniorilor
- Practica efectivă de conducere a lecției de antrenament
- Științele ajutătoare și fotbalul
- Pregătirea juniorilor în fotbal (Ed. Stadion)
- Fotbal. Tehnica - factor prioritar (Ed. Răzeșu, 2007)

## Legături externe
- Mircea Rădulescu, o viață în slujba fotbalului sportrevolution.ro
- Statistica de antrenor a lui Mircea Rădulescu la labtof.ro